# Rally El Corte Inglés de 2000
El El Corte Inglés de 2000, oficialmente 24º Rally El Corte Inglés, fue la vigésimo cuarta edición, la novena cita de la temporada 2000 del Campeonato de Europa de Rally y la seungda de la temporada 2000 del Campeonato de España de Rally. Se celebró del 14 al 15 de abril y contó con un itinerario de diecisiete tramos que sumaban un total de 272,17 km cronometrados.

## Itinerario
| Día   | Tramo | Nombre                | Distancia | Hora  | Ganador       | Líder       |
| ----- | ----- | --------------------- | --------- | ----- | ------------- | ----------- |
| Día 1 | TC1   | A1-San Mateo          | 11.80 km  | 10:05 | Jesús Puras   | Jesús Puras |
| Día 1 | TC2   | B1-Cruz de Tejeda     | 14.55 km  | 11:00 | Jesús Puras   | Jesús Puras |
| Día 1 | TC3   | C1-Las Presas         | 23.90 km  | 12:05 | Jesús Puras   | Jesús Puras |
| Día 1 | TC4   | A2-San Mateo          | 11.80 km  | 13:35 | Jesús Puras   | Jesús Puras |
| Día 1 | TC5   | B2-Cruz de Tejeda     | 14.55 km  | 14:30 | Jesús Puras   | Jesús Puras |
| Día 1 | TC6   | C2-Las Presas         | 23.90 km  | 15:35 | Jesús Puras   | Jesús Puras |
| Día 1 | TC7   | A3-San Mateo          | 11.80 km  | 17:05 | Jesús Puras   | Jesús Puras |
| Día 1 | TC8   | B3-Cruz de Tejeda     | 14.55 km  | 18:00 | Jesús Puras   | Jesús Puras |
| Día 1 | TC9   | C3-Las Presas         | 23.90 km  | 19:05 | Jesús Puras   | Jesús Puras |
| Día 2 | TC10  | D1-Agüimes            | 17.36 km  | 08:25 | Luis Monzón   | Jesús Puras |
| Día 2 | TC11  | E1-San Bartolomé      | 19.90 km  | 09:15 | Jesús Puras   | Jesús Puras |
| Día 2 | TC12  | F1-Pozo de Las Nieves | 21.75 km  | 10:05 | Luis Monzón   | Jesús Puras |
| Día 2 | TC13  | G1-Gran Karting Club  | 1.70 km   | 12:10 | Jesús Puras   | Jesús Puras |
| Día 2 | TC14  | D2-Agüimes            | 17.36 km  | 12:45 | Jesús Puras   | Jesús Puras |
| Día 2 | TC15  | E2-San Bartolomé      | 19.90 km  | 13:35 | Jesús Puras   | Jesús Puras |
| Día 2 | TC16  | F2-Pozo de Las Nieves | 21.75 km  | 14:25 | Ricardo Avero | Jesús Puras |
| Día 2 | TC17  | 2-Gran Karting Club   | 1.70 km   | 16:30 | Bert de Jong  | Jesús Puras |

## Clasificación final
| Pos. | Piloto           | Copiloto            | Automóvil                 | Tiempo         | Diferencia |
| ---- | ---------------- | ------------------- | ------------------------- | -------------- | ---------- |
| 1.   | Jesús Puras      | Marc Martí          | Citroën Xsara Kit Car     | 2:48:47.6      | 0.0        |
| 2.   | Bruno Thiry      | Stéphane Prévot     | Citroën Xsara Kit Car     | 2:50:36.1      | +1:48.5    |
| 3.   | Ricardo Avero    | José Gregorio Pérez | Citroën ZX Kit Car        | 2:53:32.2      | +4:44.6    |
| 4.   | José Brito Pérez | Rubén González      | Peugeot 306 Maxi          | 2:54:50.3      | +6:02.7    |
| 5.   | Enrico Bertone   | Valerio Arioli      | Citroën Xsara Kit Car     | 2:55:09.6      | +6:22.0    |
| 6.   | Gregorio Picar   | Víctor Pérez        | Ford Escort WRC           | 2:57:17.9 0:40 | +8:30.3    |
| 7.   | Manuel Mesa      | Domingo de Paz      | Peugeot 306 Maxi          | 2:57:52.1 0:40 | +9:04.5    |
| 8.   | Bert de Jong     | Theo Badenberg      | Subaru Impreza S5 WRC '98 | 2:58:42.3      | +9:54.7    |
| 9.   | Carlos Padilla   | Heriberto Cruz      | Citroën Xsara Kit Car     | 3:00:11.4      | +11:23.8   |
| 10.  | Javier Azcona    | Mario González Tomé | Peugeot 106 Maxi          | 3:00:50.7      | +12:03.1   |